# Яковлев, Альберт Михайлович
Альберт Михайлович Яковлев — советский государственный хозяйственный и партийный деятель.

## Биография
Родился в 1938 году. Член КПСС. Имеет высшее образование (инженер-строитель), кандидат экономических наук.
С 1957 года — на хозяйственной, общественной и партийной работе. 
В 1957—1995 гг. :
- каменщик, инженерно-технический работник в Главмосстрое,
- заведующий отделом Минстроя СССР,
- партийный работник в городе Москве,
- начальник Главного планово-экономического управления — член коллегии Минстроя СССР,
- заместитель министра строительства и промышленности строительных материалов СССР,
- председатель ЦК профсоюза рабочих строительства и промышленности строительных материалов,
- заместитель председателя ВКП,
- секретарь Всеобщей конфедерации профсоюзов.

Избирался народным депутатом СССР.
Живёт в Москве.